# María José Durán Junquera
María José Durán Junquera (Barcelona, 1975) és historiadora i geògrafa, doctorada en geografia física per la Universitat de Barcelona. Ha viscut al barri de Sant Andreu del Palomar, on ha estat vinculada al Centre d'Estudis Ignasi Iglesias. També ha estat secretària de l'Associació per a la Recerca i la Divulgació de la Memòria Històrica de la Trinitat Vella, on ha publicat a la revista El Coll de Finestrelles de l'Associació. Actualment treballa al Departament de Justícia de la Generalitat de Catalunya.
Ha participat en la creació de diversos estudis sobre la història local i els ecosistemes urbans de Trinitat Vella i Sant Andreu, així com en articles i comunicacions per a congressos:
- Estat actual del Rec Comtal. Forat del Vent. (Revista de Cultura. Centre d'Estudis Ignasi Iglesias, núm. 3, setembre 2007)
- Evolució del paisatge de Montcada i Reixac durant el segle XX. (Ajuntament de Montcada i Reixac, 2006. 9è Premi d'Investigació de l'Ajuntament de Montcada i Reixac)[4][5]
- Transformación del paisaje vegetal en la llanura litoral del margen derecho del río Besós. Resúmenes de las comunicaciones i Comunicaciones (III Congreso Español de Biogeografía. Espainiako III. Biogeografia Biltzarra. Universitat del País Basc, 2004 i 2006).[6]

També ha publicat diversos llibres sobre la mateixa temàtica:
- Coneguem el Parc de les Aigües. (Districte de Sant Andreu i Centre Cívic de Trinitat Vella, 2005)
- Coneguem el Parc de la Trinitat. (Districte de Sant Andreu i Centre Cívic de Trinitat Vella, 2006)
- Degradación y dinámica del paisaje vegetal periurbano de Barcelona : Montcada i Reixac. Avances en Biogeografía. (Ministeri d'Educació i Ciència, Dept. d'Anàlisi Geogràfica Regional i Geografia i Història. Universitat de Madrid, 2008)
- Itineraris : La Trinitat Vella. (Ajuntament de Barcelona. Districte de Sant Andreu. Pla d'intervenció integral de Trinitat Vella, 2010)